# IBM France

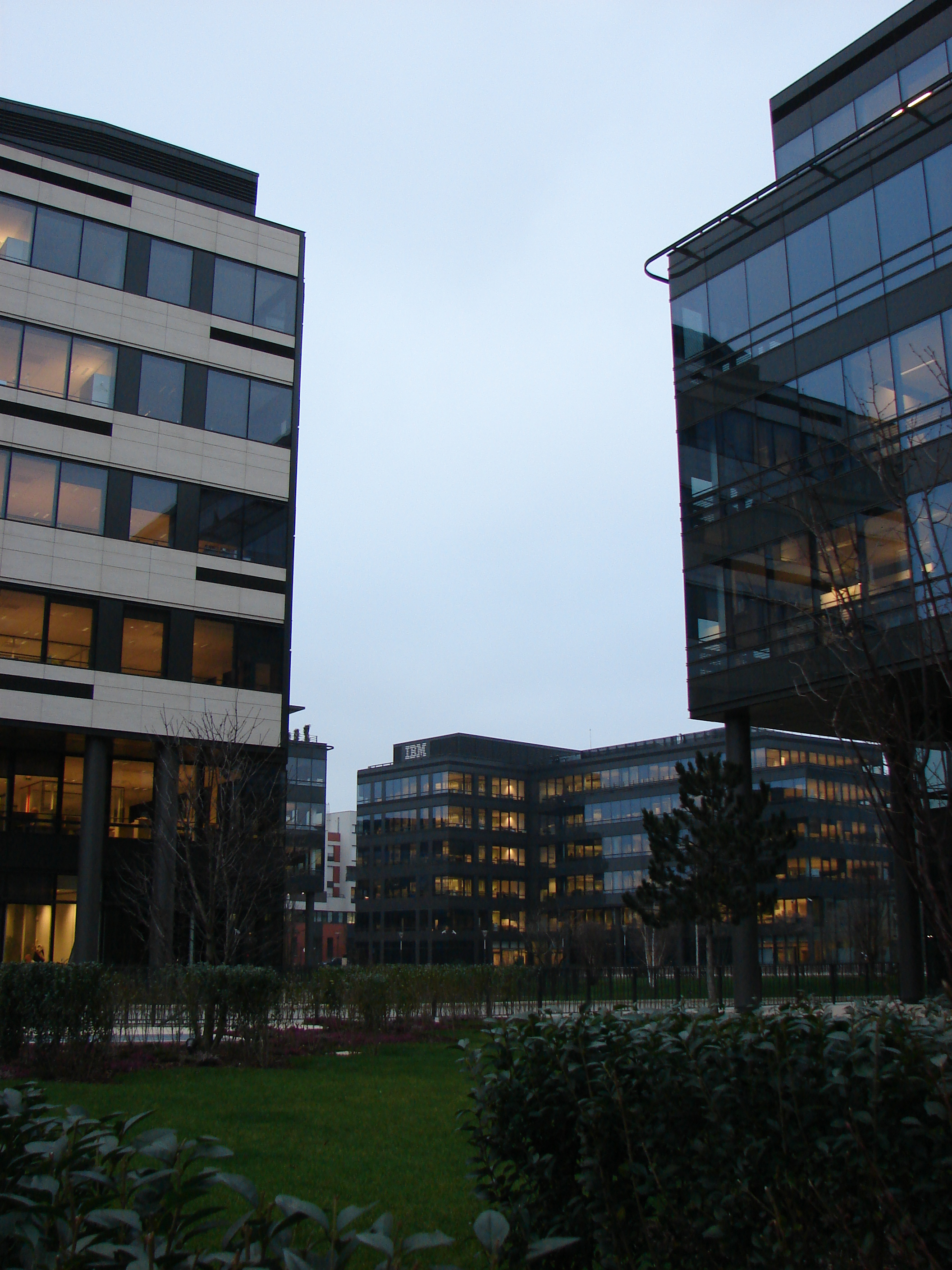
Der Sitz von IBM France in Bois-Colombes

Die Cie IBM France SASU oder Compagnie IBM France ist die französische Niederlassung von IBM. Die Firma, welche gemeinhin als IBM France auftritt, hat ihren Sitz in Bois-Colombes. Geführt wird IBM France von Beatrice Kosowski. IBM France hatte 2020 einen Umsatz von 2 068 000 000 €. Gegründet wurde die Firma am 1. Januar 1955.
Ehemaliger Sitz der IBM France war für 20 Jahre der Tour Descartes. Ende 2009 zog die Firma in den heutigen Sitz in der 17 Avenue de l'Europe im Quartier Bécon-les-Bruyères von Bois-Colombes.
Im Dezember 2020 kündigte IBM an, 1251 Angestellte zu entlassen, was etwa 26 % seiner Angestellten entspricht. Der Grund ist, dass IBM sein Geschäft aufteilen will in einen Cloud-Dienst und in einen klassischen IT-Infrastruktur-Service. Es wurde ein PSE (plan de sauvegarde de l'emploi, Sozialplan nach französischem Recht) erarbeitet was jedoch bei den Gewerkschaften, als auch bei der Direccte, einer Arbeitsaufsichtsbehörde, auf Kritik stößt. Es ist geplant, dass etwa 700 bis 1000 der Entlassenen in eine neue Firma wechseln, allerdings nennt der PSE keine Umstrukturierung zu dieser neuen Firma.